# Список рыб пресных вод России
Список рыб пресных вод России содержит виды рыб, которые встречаются в пресных водах России, в том числе интродуцированные.
Эндемиками территории России являются 2 семейства (голомянковые и глубоководные широколобки), 15 родов и 65 видов, бо́льшая часть эндемичных видов населяет озеро Байкал.

## ОтрядОсетрообразные(Acipenseriformes)

### СемействоОсетровые(Acipenseridae)
- Род Осетры (Acipenser)
  - Acipenser baerii — сибирский осётр
  - Acipenser gueldenstaedtii — русский осётр
  - Acipenser medirostris — сахалинский осётр
  - Acipenser nudiventris — шип
  - Acipenser persicus — персидский осётр
  - Acipenser ruthenus — стерлядь
  - Acipenser schrenckii — амурский осётр
  - Acipenser stellatus — севрюга
  - Acipenser sturio — атлантический осётр
- Род Белуги (Huso)
  - Huso dauricus — калуга
  - Huso huso — белуга

### СемействоВеслоносовые(Polyodontidae)
- Род Веслоносы (Polyodon)
  - Polyodon spathula — веслонос; североамериканский вид, акклиматизирован

## ОтрядСельдеобразные(Clupeiformes)

### СемействоСельдевые(Clupeidae)
- Род Алозы (Alosa)
  - Alosa alosa — европейская алоза 
  - Alosa caspia — каспийско-черноморский пузанок, пузанок 
  - Alosa kessleri — кесслеровская, или волжская, сельдь, или черноспинка
  - Alosa pontica — черноморско-азовская проходная сельдь, черноморская сельдь
- Род Тюльки (Clupeonella)
  - Clupeonella abrau — абрауская тюлька, сарделька
  - Clupeonella cultriventris — черноморско-каспийская тюлька, каспийская килька

## ОтрядЛососеобразные(Salmoniformes)

#### ПодсемействоЛососёвые(Salmoninae)
- Род Ленки (Brachymystax)
  - Brachymystax lenok — ленок
- Род Таймени (Hucho)
  - Hucho taimen — обыкновенный таймень
- Род Тихоокеанские лососи (Oncorhynchus)
  - Oncorhynchus gorbuscha — горбуша
  - Oncorhynchus keta — кета
  - Oncorhynchus kisutch — кижуч
  - Oncorhynchus masou — сима
  - Oncorhynchus nerka — нерка
  - Oncorhynchus tshawytscha — чавыча
- Род Сахалинские таймени (Parahucho)
  - Parahucho perryi — сахалинский таймень
- Род Дальневосточные форели (Parasalmo)
  - Parasalmo mykiss — микижа
- Род Лососи (Salmo)
  - Salmo salar — атлантический лосось, сёмга
  - Salmo trutta — кумжа
- Род Гольцы (Salvelinus)
  - Salvelinus alpinus — арктический голец
  - Salvelinus boganidae — боганидская палия 
  - Salvelinus czerskii — голец Черского 
  - Salvelinus drjagini — голец Дрягина 
  - Salvelinus jacuticus — якутский голец 
  - Salvelinus lepechini — палия 
  - Salvelinus neiva — нейва 
  - Salvelinus taimyricus — таймырский голец 
  - Salvelinus taranetzi — голец Таранца 
  - Salvelinus tolmachoffi — есейская палия 
  - Salvelinus elgyticus — малоротая палия 
  - Salvelinus leucomaenis — кунджа
  - Salvelinus malma — мальма 
  - Salvelinus albus — белый голец 
  - Salvelinus kronocius — длинноголовый голец 
  - Salvelinus levanidovi — голец Леванидова 
  - Salvelinus schmidti — голец Шмидта
- Род Длиннопёрые палии (Salvethymus)
  - Salvethymus svetovidovi — длиннопёрая палия Световидова

##### ПодсемействоСиговые(Coregoninae)
- Род Сиги (Coregonus)
  - Coregonus albula — европейская ряпушка
  - Coregonus autumnalis — омуль
  - Coregonus chadary — сиг-хадары 
  - Coregonus laurettae — беринговоморский омуль 
  - Coregonus lavaretus — обыкновенный сиг 
  - Coregonus migratorius — байкальский омуль
  - Coregonus muksun — муксун
  - Coregonus nasus — чир
  - Coregonus peled — пелядь
  - Coregonus sardinella — сибирская ряпушка
  - Coregonus tugun — тугун
  - Coregonus ussuriensis — амурский сиг, уссурийский сиг
- Род Вальки (Prosopium)
  - Prosopium coulteri — карликовый валёк 
  - Prosopium cylindraceum — обыкновенный валёк
- Род Белорыбицы (Stenodus)
  - Stenodus leucichthys — белорыбица, нельма

##### ПодсемействоХариусовые(Thymallinae)
- Род Хариусы (Thymallus)
  - Thymallus arcticus — сибирский хариус 
  - Thymallus brevirostris — монгольский хариус 
  - Thymallus thymallus — европейский хариус

## ОтрядКорюшкообразные(Osmeriformes)

### ПодотрядOsmeroidei

##### СемействоКорюшковые(Osmeridae)
- Род Малоротые корюшки (Hypomesus)
  - Hypomesus nipponensis — японская малоротая корюшка 
  - Hypomesus japonicus — морская малоротая корюшка 
  - Hypomesus olidus — малоротая корюшка
- Род Корюшки (Osmerus)
  - Osmerus eperlanus — европейская корюшка, снеток
  - Osmerus mordax — азиатская зубатая корюшка

## ОтрядЩукообразные(Esociformes)

#### СемействоЩуковые(Esocidae)
- Род Щуки (Esox)
  - Esox lucius — обыкновенная щука
  - Esox reichertii — амурская щука

#### СемействоУмбровые(Umbridae)
- Род Даллии (Dallia)
  - Dallia admirabilis — амгуэмская даллия
  - Dallia delicatissima — пильхыкайская даллия
  - Dallia pectoralis — даллия, берингийская даллия, чёрная рыба

## ОтрядУгреобразные(Anguilliformes)

### СемействоРечные угри(Anguillidae)
- Род Речные угри (Anguilla)
  - Anguilla anguilla — речной угорь

## ОтрядКарпообразные(Cypriniformes)

### СемействоКарповые(Cyprinidae)
- Род Абботины (Abbottina)
  - Abbottina rivularis — речная абботтина
- Род Лещи (Abramis)
  - Abramis ballerus — синец
  - Abramis brama — лещ
  - Abramis sapa — белоглазка
- Род Колючие горчаки (Acanthorhodeus)
  - Acanthorhodeus asmussi — колючий горчак 
  - Acanthorhodeus chankaensis — ханкинский колючий горчак
- Род Быстрянки (Alburnoides)
  - Alburnoides bipunctatus — быстрянка
- Род Уклейки (Alburnus)
  - Alburnus alburnus — уклейка
- Род Китайские верховки (Alburnus)
  - Alburnus chinensis — китайская верховка
- Род Пёстрые толстолобики (Aristichthys)
  - Aristichthys nobilis — пёстрый толстолобик; китайский вид, интродуцирован в бассейн Амура, акклиматизирован в европейской части России
- Род Жерехи (Aspius)
  - Aspius aspius — обыкновенный жерех
- Род Усачи, или Барбусы (Barbus)
  - Barbus barbus — обыкновенный усач
  - Barbus brachycephalus — короткоголовый усач 
  - Barbus capito — усач булат-маи 
  - Barbus ciscaucasicus — терский усач 
  - Barbus tauricus — крымский усач
- Род Густеры (Blicca)
  - Blicca bjoerkna — густера
- Род Караси (Carassius)
  - Carassius auratus — серебряный карась
  - Carassius carassius — золотой карась, обыкновенный карась
- Род Шемаи (Chalcalburnus)
  - Chalcalburnus chalcoides — шемая
- Род Верхогляды, или Сунгарики (Chanodichthys)
  - Chanodichthys dabryi — горбушка 
  - Chanodichthys erythropterus — верхогляд
  - Chanodichthys mongolicus — монгольский краснопёр, монгольский сунгарик
- Род Подусты (Chondrostoma)
  - Chondrostoma colchicum — колхидский подуст 
  - Chondrostoma nasus — обыкновенный подуст
  - Chondrostoma oxyrhynchum — терский подуст 
  - Chondrostoma variabile — волжский подуст
- Род Белые амуры (Ctenopharyngodon)
  - Ctenopharyngodon idella — белый амур
- Род Уклеи (Culter)
  - Culter alburnus — уклей
- Род Карпы (Cyprinus)
  - Cyprinus carpio — сазан, обыкновенный карп
- Род Желтощёки (Elopichthys)
  - Elopichthys bambusa — желтощёк
- Род Дальневосточные пескари (Gnathopogon)
  - Gnathopogon strigatus — маньчжурский пескарь
- Род Пескари (Gobio)
  - Gobio gobio — пескарь
  - Gobio soldatovi — пескарь Солдатова
- Род Восьмиусые пескари (Gobiobotia)
  - Gobiobotia pappenheimi — восьмиусый пескарь
- Род Кони (Hemibarbus)
  - Hemibarbus labeo — конь-губарь 
  - Hemibarbus maculatus — пятнистый конь, пёстрый конь
- Род Востробрюшки (Hemiculter)
  - Hemiculter leucisculus — корейская востробрюшка 
  - Hemiculter lucidus — уссурийская востробрюшка
- Род Толстолобики (Hypophthalmichthys)
  - Hypophthalmichthys molitrix — белый толстолобик
- Род Ладиславии (Ladislavia)
  - Ladislavia taczhanowskii — ладиславия, владиславия
- Род Верховки (Leucaspius)
  - Leucaspius delineatus — верховка
- Род Ельцы (Leuciscus)
  - Leuciscus aphipsi — афипсский елец 
  - Leuciscus borysthenicus — калинка, бобырец 
  - Leuciscus cephalus — голавль
  - Leuciscus danilewskii — елец Данилевского 
  - Leuciscus idus — язь
  - Leuciscus leuciscus — елец
  - Leuciscus waleckii — амурский язь, чебак
- Род Чёрные амурские лещи (Megalobrama)
  - Megalobrama terminalis — чёрный амурский лещ
- Род Носатые пескари (Mycrophysogobio)
  - Mycrophysogobio tungtingensis — носатый пескарь
- Род Чёрные амуры (Mylopharyngodon)
  - Mylopharyngodon piceus — чёрный амур
- Род Охетобиосы (Ochetobius)
  - Ochetobius elongatus — охетобиус; интродуцирован в озеро Ханка
- Род Трегубки (Opsariichthys)
  - Opsariichthys uncirostris — трегубка
- Род Алтайские османы (Oreoleuciscus)
  - Oreoleuciscus humilis — карликовый алтайский осман 
  - Oreoleuciscus potanini — алтайский осман Потанина
- Род Амурские белые лещи (Parabramis)
  - Parabramis pekinensis — амурский белый лещ
- Род Чехони (Pelecus)
  - Pelecus cultratus — чехонь
- Род Гольяны (Phoxinus)
  - Phoxinus czekanowski — гольян Чекановского 
  - Phoxinus lagowskii — гольян Лаговского, амурский гольян 
  - Phoxinus percnurus — озёрный гольян 
  - Phoxinus phoxinus — обыкновенный гольян
- Род Желтопёры (Plagiognathops)
  - Plagiognathops microlepis — мелкочешуйный желтопёр
- Род Амурские жерехи (Pseudaspius)
  - Pseudaspius leptocephalus — амурский плоскоголовый жерех
- Род Псевдорасборы (Pseudorasbora)
  - Pseudorasbora parva — амурский чебачок
- Род Горчаки (Rhodeus)
  - Rhodeus lighti — горчак Лайта
  - Rhodeus sericeus — обыкновенный горчак
- Род Румынские пескари (Romanogobio)
  - Romanogobio albipinnatus — белопёрый пескарь
  - Romanogobio ciscaucasicus — северокавказский длинноусый пескарь 
  - Romanogobio pentatrichus — кубанский длинноусый пескарь 
  - Romanogobio tenuicorpus — амурский белопёрый пескарь
- Род Плотвы (Rutilus)
  - Rutilus frisii — вырезуб
  - Rutilus rutilus — плотва
- Род Пескари-лени (Sarcocheilichthys)
  - Sarcocheilichthys czerskii — пескарь-губач Черского 
  - Sarcocheilichthys sinensis — пескарь-лень 
  - Sarcocheilichthys soldatovi — пескарь-губач Солдатова
- Род Амурские ящерные пескари (Saurogobio)
  - Saurogobio dabryi — ящерный пескарь, длиннохвостый колючий пескарь
- Род Краснопёрки (Scardinius)
  - Scardinius erythrophthalmus — краснопёрка
- Род Сквалидусы (Squalidus)
  - Squalidus chankaensis — ханкинский пескарь
- Род Усатые голавли (Squaliobarbus)
  - Squaliobarbus curriculus — усатый голавль
- Род Лини (Tinca)
  - Tinca tinca — линь
- Род Краснопёрки-угаи (Tribolodon)
  - Tribolodon brandtii — мелкочешуйная краснопёрка-угай 
  - Tribolodon ezoe — сахалинская краснопёрка-угай, езо-угай 
  - Tribolodon hakonensis — крупночешуйная краснопёрка-угай
- Род Рыбцы (Vimba)
  - Vimba vimba — рыбец
- Род Подусты-чернобрюшки (Xenocypris)
  - Xenocypris argentea — подуст-чернобрюшка

### СемействоЧукучановые(Catostomidae)
- Род Чукучаны (Catostomus)
  - Catostomus catostomus — обыкновенный чукучан
- Род Буффало (Ictiobus)
  - Ictiobus bubalus — малоротый буффало; североамериканский вид, акклиматизирован 
  - Ictiobus cyprinellus — большеротый буффало; североамериканский вид, акклиматизирован 
  - Ictiobus niger — чёрный буффало; североамериканский вид, акклиматизирован

### СемействоБалиториевые(Balitoridae)
- Род Усатые гольцы, или барбатули (Barbatula)
  - Barbatula barbatula — усатый голец
  - Barbatula merga — голец Крыницкого 
  - Barbatula toni — сибирский голец-усач
- Род Восьмиусые гольцы (Lefua)
  - Lefua costata — восьмиусый голец, лефуа

### СемействоВьюновые(Cobitidae)
- Род Щиповки (Cobitis)
  - Cobitis choii — щиповка Чоя 
  - Cobitis lutheri — щиповка Лютера 
  - Cobitis melanoleuca — сибирская щиповка 
  - Cobitis rossomeridionalis — южнорусская щиповка 
  - Cobitis taenia — обыкновенная щиповка
- Род Лептобоции (Leptobotia)
  - Leptobotia mantschurica — маньчжурская лептобоция
- Род Вьюны (Misgurnus)
  - Misgurnus anguillicaudatus — амурский вьюн 
  - Misgurnus fossilis — вьюн
- Род Щиповки Сабанеева (Sabanejewia)
  - Sabanejewia aurata — переднеазиатская щиповка, золотистая щиповка 
  - Sabanejewia caucasica — предкавказская щиповка

## ОтрядСомообразные(Siluriformes)

### СемействоСомовые(Siluridae)
- Род Сомы (Silurus)
  - Silurus glanis — обыкновенный сом, европейский сом
  - Silurus soldatovi — сом Солдатова
  - Silurus (=Parasilurus) asotus — амурский сом

### СемействоКосатковые(Bagridae)
- Косатки (Leiocassis)
  - Leiocassis brashnikowi — косатка Бражникова 
  - Leiocassis herzensteini — косатка Герценштейна 
  - Leiocassis ussuriensis — косатка-плеть, уссурийская косатка
- Мистусы (Mystus)
  - Mystus mica — косатка-крошка
- Косатки-скрипуны (Pelteobagrus)
  - Pelteobagrus fulvidraco — косатка-скрипун

### СемействоИкталуровые(Ictaluridae)
- Род Американские сомики (Ictalurus)
  - Ictalurus nebulosus — американский сомик; североамериканский вид, акклиматизирован
  - Ictalurus punctatus — канальный сомик; североамериканский вид, акклиматизирован

## ОтрядСарганообразные(Beloniformes)

### СемействоАдрианихтиевые(Adrianichthyidae)
- Род Оризии (Oryzias)
  - Oryzias latipes — медака; акклиматизирована в Краснодарском крае

## ОтрядКарпозубообразные(Cyprinodontiformes)

### СемействоПецилиевые(Poeciliidae)
- Род Гамбузии (Gambusia)
  - Gambusia holbrooki — Гамбузия Хольбрука; акклиматизирована в Краснодарском крае; замечены популяции в центральных районах России
- Род Пецилии (Poecilia)
  - Poecilia reticulata — гуппи; самовоспроизводящиеся популяции замечены в районах городов на Москве-реке и Волге

## ОтрядТрескообразные(Gadiformes)

### СемействоНалимовые(Latidae)
- Род Налимы (Lota)
- Lota lota — налим

### СемействоТресковые(Gadidae)
- Род Трески (Gadus)
- Gadus morhua kildinensis — кильдинская треска

## ОтрядКолюшкообразные(Gasterosteiformes)

### СемействоКолюшковые(Gasterosteidae)
- Род Трёхиглые колюшки (Gasterosteus)
  - Gasterosteus aculeatus — трёхиглая колюшка
- Род Многоиглые колюшки (Pungitius)
  - Pungitius platygaster — малая южная колюшка 
  - Pungitius pungitius — девятииглая колюшка 
  - Pungitius sinensis — китайская колюшка, амурская колюшка 
  - Pungitius tymensis — сахалинская колюшка

## ОтрядИглообразные(Syngnathiformes)

### СемействоИгловые(Syngnathidae)
- Род Иглы (Syngnathus)
  - Syngnathus nigrolineatus — черноморская игла

## ОтрядОкунеобразные(Perciformes)

### ПодотрядPercoidei

#### СемействоПерцихтовые(Percichthyidae)
- Род Лавраки (Morone)
  - Morone saxatilis — полосатый лаврак, полосатый окунь; североамериканский вид; акклиматизирован в Краснодарском крае
- Род Аухи (Siniperca)
  - Siniperca chuatsi — ауха, китайский окунь

#### СемействоЦентрарховые(Centrarchidae)
- Род Чёрные окуни (Micropterus)
  - Micropterus salmoides — большеротый окунь; серероамериканский вид, акклиматизирован
- Род Lepomis
  - Lepomis gibbosus — обыкновенная солнечная рыба; естественный ареал солнечного окуня — Северная Америка. Вид был интродуцирован в Европу, за исключением Северной Европы. Встречается на юге европейской части России, в частности обнаружен в реке Северский Донец в Ростовской области [1].

#### СемействоО́куневые(или Окунёвые,Percidae)
- Род Ерши (Gymnocephalus)
  - Gymnocephalus acerinus — донской ёрш 
  - Gymnocephalus cernuus — обыкновенный ёрш
- Род Пресноводные окуни (Perca)
  - Perca fluviatilis — речной окунь
- Род Перкарины (Percarina)
  - Percarina demidoffi — перкарина
- Род Судаки (Stizostedion)
  - Stizostedion lucioperca — обыкновенный судак
  - Stizostedion volgense — волжский судак, бёрш

#### СемействоЦихловые(Cichlidae)
- Род Саротеродоны[2] (Sarotherodon)
  - Sarotherodon mossambicus — мозамбикская тилапия; африканский вид, акклиматизирован в Краснодарском крае

### ОтрядGobiiformes

#### СемействоГоловешковые(Eleotrididae)
- Род Микроперкопсы (Micropercops)
  - Micropercops cinctus — китайский элеотрис
- Род Головешки (Perccottus)
  - Perccottus glenii — головешка-ротан, ротан, головешка

#### СемействоБычковые(Gobiidae)
- Род Абомы (Aboma)
  - Aboma lactipes — японская абома
- Род Акантогобиусы (Acanthogobius)
  - Acanthogobius flavimanus — японский речной бычок
- Род Пуголовки (Benthophilus)
  - Benthophilus baeri — пуголовка Бэра 
  - Benthophilus casachicus — казахская пуголовка 
  - Benthophilus granulosus — зернистая пуголовка 
  - Benthophilus macrocephalus — каспийская пуголовка 
  - Benthophilus magistri — азовская пуголовка, пуголовка Магистра 
  - Benthophilus mahmudbejovi — пуголовка Махмудбекова 
  - Benthophilus stellatus — звёздчатая пуголовка
- Род Каспиосомы (Caspiosoma)
  - Caspiosoma caspium — каспиосома
- Род Дальневосточные бычки (Chaenogobius)
  - Chaenogobius annularis — кольчатый дальневосточный бычок 
  - Chaenogobius castaneus — каштановый дальневосточный бычок 
  - Chaenogobius macrognathus — большеротый бычок 
  - Chaenogobius taranetzi — дальневосточный бычок Таранца
- Род Гирканогобиусы (Hyrcanogobius)
  - Hyrcanogobius bergi — бычок Берга; самая мелкая рыба в водах России
- Род Бычки Книповича (Knipowitschia)
  - Knipowitschia caucasica — бычок-бубырь 
  - Knipowitschia longecaudata — длиннохвостый бычок Книповича
- Род Бычки-мартовики (Mesogobius)
  - Mesogobius batrachocephalus — бычок-кнут, мартовик
- Род Черноморско-каспийские бычки (Neogobius)
  - Neogobius fluviatilis — бычок-песочник, речной бычок 
  - Neogobius gymnotrachelus — бычок-гонец 
  - Neogobius iljini — каспийский бычок-головач 
  - Neogobius melanostomus — бычок-кругляк, черноротый бычок 
  - Neogobius platyrostris — бычок-губан 
  - Neogobius rhodioni — речной бычок Родиона 
  - Neogobius syrman — бычок-ширман
- Род Бычки-лысуны (Pomatoschistus)
  - Pomatoschistus marmoratus — леопардовый лысун
- Род Тупоносые бычки (Proterorhinus)
  - Proterorhinus marmoratus — бычок-цуцик, мраморный тупоносый бычок
- Род Носатые бычки (Rhinogobius)
  - Rhinogobius brunneus — амурский бычок
- Род Бычки-родониихты (Rhodonichthys)
  - Rhodonichthys laevis — бычок-родониихт, голый родониихт
- Род Трёхзубые бычки (Tridentiger)
  - Tridentiger obscurus — тёмный трёхзубый бычок 
  - Tridentiger trigonocephalus — полосатый трёхзубый бычок

### ОтрядAnabantiformes

#### СемействоЗмееголовые(Channidae)
- Род Змееголовы (Channa)
  - Channa argus — змееголов

## ОтрядСкорпенообразные(Scorpaeniformes)

### СемействоКерчаковые(Cottidae)
- Род Большеголовые широколобки (Batrachocottus)
  - Batrachocottus baicalensis — большеголовая широколобка 
  - Batrachocottus multiradiatus — пестрокрылая широколобка 
  - Batrachocottus nikolskii — жирная широколобка 
  - Batrachocottus talievi — широколобка Талиева
- Род Желтокрылки (Cottocomephorus)
  - Cottocomephorus alexandrae — северобайкальская желтокрылка 
  - Cottocomephorus grewingkii — жёлтокрылая широколобка 
  - Cottocomephorus inermis — длиннокрылая широколобка
- Род Подкаменщики (Cottus)
  - Cottus amblystomopsis — сахалинский подкаменщик 
  - Cottus cognatus — слизистый подкаменщик 
  - Cottus czerskii — подкаменщик Черского 
  - Cottus gobio — обыкновенный подкаменщик 
  - Cottus hangiongensis — японский подкаменщик 
  - Cottus poecilopus — пестроногий подкаменщик 
  - Cottus sibiricus — сибирский подкаменщик
- Род Песчаные широколобки (Leocottus)
  - Leocottus kesslerii — песчаная широколобка
- Род Подкаменщики-широколобки (Mesocottus)
  - Mesocottus haitej — амурская широколобка
- Род Каменные широколобки (Paracottus)
  - Paracottus knerii — каменная широколобка
- Род Рогатки (Triglopsis)
  - Triglopsis quadricornis — четырёхрогий бычок, рогатка

### СемействоГоломянковые(Comephoridae)
- Род Голомянки (Comephorus)
  - Comephorus baicalensis — большая голомянка 
  - Comephorus dybowski — малая голомянка

### СемействоГлубоководные широколобки(Abyssocottidae)
- Род Глубинные широколобки (Abyssocottus)
  - Abyssocottus elochini — елохинская широколобка 
  - Abyssocottus gibbosus — белая широколобка 
  - Abyssocottus korotneffi — малоглазая широколобка
- Род Шершавые широколобки (Asprocottus)
  - Asprocottus abyssalis — глубоководная широколобка 
  - Asprocottus herzensteini — шершавая широколобка Герценштейна 
  - Asprocottus korjakovi — широколобка Корякова 
  - Asprocottus parmiferus — панцирная широколобка 
  - Asprocottus platycephalus — плоскоголовая широколобка 
  - Asprocottus pulcher — острорылая широколобка
- Род Короткоголовые широколобки (Cottinella)
  - Cottinella boulengeri — короткоголовая широколобка Буленже
- Род Горбатые широколобки (Cyphocottus)
  - Cyphocottus eurystomus — широкорылая широколобка 
  - Cyphocottus megalops — горбатая широколобка
- Род Озёрные широколобки (Limnocottus)
  - Limnocottus bergianus — плоская широколобка 
  - Limnocottus godlewskii — крапчатая широколобка 
  - Limnocottus griseus — тёмная широколобка 
  - Limnocottus pallidus — узкая широколобка
- Род Рыхлые широколобки (Neocottus)
  - Neocottus thermalis — тепловодная широколобка 
  - Neocottus werestschagini — рыхлая широколобка
- Род Красные широколобки (Procottus)
  - Procottus gotoi — широколобка Гото 
  - Procottus gurwici — карликовая широколобка 
  - Procottus jeittelesii — красная широколобка 
  - Procottus major — большая широколобка